# لینزولید
لینزولید (به انگلیسی: Linezolid) یک آنتی‌بیوتیک سینتتیک است که توسط شرکت فارماسی اند آپ‌جان تولید و روانه بازار شده‌است. لینزولید در درمان عفونتهای گرم مثبت مهم همچون استرپتوکوک، استافیلوکوک اورئوس مقاوم به متی‌سیلین و دیگر باکتری‌های همانند که سبب بیماری‌هایی چون سینه‌پهلوی باکتریایی و عفونت‌های پوست در بیماران مقاوم به دیگر آنتی‌بیوتیک‌ها استفاده می‌شود و توسط شرکت فایزر با نام‌های تجاری زیووکسید در اروپا به بازار عرضه می‌شود.
لینزولید یک مهارگر باکتری محسوب می‌شود و با آسیب زدن به زیست‌ساخت پروتئین در باکتری جزو مهارکننده سنتز پروتئین قرار گرفته و بنابراین باکتری‌کش نیست.
دوره مصرف کوتاه‌مدت لینزولید در بیشتر بیماران حتی دارای بیماری‌های کبدی یا نارسایی کلیه هیچ خطر ویژه‌ای بجز سردرد و اسهال به‌دنبال ندارد اما در مصرف درازمدت این دارو می‌توان به خطر نارسایی مغز استخوان و ترومبوسیتوپنی اشاره نمود.

## استفاده در پزشکی
استفاده از لینزولید تنها در برابر باکتری‌های خطرناک گرم-مثبت مقاوم شده پیشنهاد می‌شود. در برابر باکتری‌های حساس به آنتی‌بیوتیک با طیف ظریف‌تر همچون پنی‌سیلین و سفالوسپورین هرگز نباید استفاده شود و لینزولید را یک آنتی‌بیوتیک زاپاس در نظر گرفته و در آخرین مرحله مبارزه با عفونت باید استفاده شود.

## هزینه درمانی
لینزولید جزو داروهای گران‌قیمت و هزینه یک دوره درمانی با لینزولید در هر بیمار حدود۱۰۰۰ تا ۲۰۰۰ دلار است.
و در بسیاری کشورهای پیشرفته، چون دولت بخش بزرگی از هزینه درمانی شهروندان را به عهده می‌گیرد، بیماران فشاری ناشی از تجویز و دریافت این دارو را متحمل نمی‌شوند هرچند خطاهای پزشکی و تشخیصی و پی‌آمد آن استفاده از آنتی‌بیوتیک‌های نسل آخر، فشار اقتصادی بزرگی را بر دولت‌های دارای سیستم حمایتی از شهروندان اعمال می‌کند.